# Gunung Bipak Tiga
Gunung Bipak Tiga är ett berg i Indonesien.   Det ligger i provinsen Aceh, i den västra delen av landet, 1 500 km nordväst om huvudstaden Jakarta. Toppen på Gunung Bipak Tiga är 2 972 meter över havet, eller 62 meter över den omgivande terrängen. Bredden vid basen är 0,83 km.
Terrängen runt Gunung Bipak Tiga är bergig söderut, men norrut är den kuperad. Runt Gunung Bipak Tiga är det glesbefolkat, med 20 invånare per kvadratkilometer. Det finns inga samhällen i närheten. I omgivningarna runt Gunung Bipak Tiga växer i huvudsak städsegrön lövskog.